# 7人制ラグビー女子オーストラリア代表
7人制ラグビー女子オーストラリア代表（英語: Australia women's national rugby sevens team）は、国際大会に派遣される7人制ラグビーの女子オーストラリア代表チームである。「パールズ」と呼ばれることがある。
ワールドラグビーセブンズシリーズ、ラグビーワールドカップセブンズなどに出場している。

## 歴史
女子1回目となる2009年のラグビーワールドカップセブンズで優勝。
その後ワールドラグビーセブンズシリーズ2015-2016シーズンで総合優勝を果たし、2016リオ五輪では決勝でニュージーランド代表を破って金メダルを獲得。

## 成績

### 夏季オリンピック
| 年   | ラウンド     | 順位 | 試 | 勝 | 負 | 分 |
| ---- | ------------ | ---- | -- | -- | -- | -- |
| 2016 | 優勝         | 2    | 6  | 5  | 0  | 1  |
| 2020 | 準々決勝敗退 | 5    | 6  | 4  | 2  | 0  |
| 2024 | 準決勝敗退   | 4    | 6  | 4  | 2  | 0  |
| 計   | 優勝 1 回    | 3/3  | 18 | 13 | 6  | 1  |

### ワールドカップ
| 年   | ラウンド      | 順位 | 試 | 勝 | 負 | 分 |
| ---- | ------------- | ---- | -- | -- | -- | -- |
| 2009 | カップ優勝    | 1    | 6  | 5  | 1  | 0  |
| 2013 | プレート優勝  | 5    | 6  | 5  | 1  | 0  |
| 2018 | 3位決定戦勝利 | 3    | 4  | 3  | 1  | 0  |
| 2022 | カップ優勝    | 1    | 4  | 4  | 0  | 0  |
| 計   | 優勝 2回      | 4/4  | 20 | 17 | 3  | 0  |

### ワールドセブンズシリーズ
- 2012-2013シーズン - 5位
- 2013-2014シーズン - 2位
- 2014-2015シーズン - 3位
- 2015-2016シーズン - 1位
- 2016-2017シーズン - 2位
- 2017-2018シーズン - 1位
- 2018-2019シーズン - 4位
- 2019-2020シーズン - 2位[5]
- 2021-2022シーズン - 1位
- 2022-2023シーズン - 2位
- 2023-2024シーズン - 1位

## 直近大会の代表スコッド
パリ2024五輪スコッド
1. ビエン・テリタ
2. シャーニ・スマル
3. フェイス・ネイサン
4. ドミニク・デュトワ
5. ティーガン・レヴィ
6. サリアー・パキ
7. シャルロッテ・キャスリック (C)
8. カイトリン・シェイブ
9. ティア・ハインズ
10. イザベラ・ナッサー
11. マディソン・レヴィ
12. ブリジット・クラーク

(C)はキャプテン